# Adrien Baillet
Pour les articles homonymes, voir Baillet.
Adrien Baillet (13 juin 1649 à La Neuville-en-Hez – 21 janvier 1706 à Paris) est un théologien et homme de lettres français. Il est surtout connu comme le premier biographe de René Descartes.

## Vie et œuvre
Baillet fait ses études au séminaire de Beauvais, puis y enseigne les humanités. Ordonné prêtre en 1676, il est curé de Lardières, puis chanoine de Beaumont-les-Nonains. Insatisfait de cette vie, il se rend à Paris où il trouve un poste de bibliothécaire auprès de l'avocat général Chrétien François de Lamoignon. Lecteur insatiable, il acquiert un vaste savoir tout en établissant le catalogue raisonné de la bibliothèque en 32 volumes. Il se met alors à produire des ouvrages d'érudition, consacrés pour la plupart à l'histoire et à la religion.
Son Jugement des savants suscite quelques remous, car jugé trop favorable aux thèses jansénistes. Ses démêlés avec les Bollandistes prennent un tour plus sérieux encore lorsqu'il se permet de mettre en doute les dogmes (non encore proclamés par le pape à l'époque) de l'Immaculée conception et de l'Assomption dans un livre intitulé Dévotion à la Vierge, lequel est promptement mis à l'Index. La plus grande partie de ses Vies des saints connaîtra également le même sort, car en écartant tous les miracles qui ne lui paraissent pas avérés, il se rapproche trop dangereusement des doctrines réformistes.
De santé médiocre et affaibli par un excès d'étude et d'austérité, il meurt prématurément en 1706.

## Principaux ouvrages

### Comme auteur
- Jugement des savants sur les principaux ouvrages des auteurs, 1685-86, 9 volumes
  - En ligne sur Gallica : (sept volumes)
  - En ligne dans Google livres : t. 1, 1725 ; t. 3, 1725, t. 4, 1686 ; t. 5, 1722
- Des Enfants devenus célèbres par leurs études et par leurs écrits, 1688
- Des Satires personnelles, traité historique et critique de celles qui portent le titre d'Anti, 1689, 2 volumes
- Auteurs déguisés sous des noms étrangers, empruntés, supposés, faits à plaisir, chiffrés, renversés, retournés ou changés d'une langue en une autre, 1690
- Histoire de la Hollande, depuis la trêve de 1600, où finit Grotius, jusqu'à notre temps,, 1690, 4 volumes
- La vie de monsieur Descartes
  - Édition originale, Paris, Hortemels, 1691 (dans Wikisource : La Vie de M. Descartes ; dans Gallica : vol. 1 et vol. 2). Cette fameuse biographie écrite quarante ans après la mort du philosophe, présentant plusieurs erreurs chronologiques, fut supplantée par la version abrégée[1].
  - La vie de monsieur Descartes : Suivi de Abrégé de la vie de M. Baillet, par Bernard de La Monnoye, Paris, Éditions des Malassis, 2012. Première réédition de l'ouvrage, les précédentes publications sont des reproductions en fac-simile[1].
  - La vie de Monsieur Descartes, introduction et annotation par Annie Bitbol-Hespériès, Les Belles Lettres, collection Encre Marine, octobre 2022. Le texte d’origine est intégralement repris avec les notes de Baillet, complétées par l’annotation de l’éditrice. L’introduction présente Adrien Baillet et sa biographie de Descartes. L’orthographe est modernisée. Les variantes orthographiques des noms propres de personnes et de villes sont mentionnées. Un cahier iconographique original de 16 pages est inséré entre les deux parties. Un index complémentaire est ajouté à l’ample Table des matières de chaque partie.
- La vie de mr. Des-Cartes. Réduite en abregé 1692
  - Vie de Monsieur Descartes, Paris, La Table Ronde, 1992
- Histoire des princes d'Orange de la maison de Nassau, 1692 — Auteur « présumé » (Gallica).
- La vie d'Edmond Richer, 1693[réf. souhaitée] ; 1714[2] — Edmond Richer était un théologien français.
- Dévotion à la Vierge et le culte qui lui est dû, 1694
- Les vies des saints, composées sur ce qui nous est resté de plus authentique et de plus assuré dans leur histoire, 1701, 3 volumes (t. 9, 1739 ; t. 10, 1739)
- Histoire des démêlés du pape Boniface VIII avec Philippe le Bel, roi de France, 1717
- Histoire des festes mobiles dans l'Église, suivant l'ordre des Dimanches & des Feries de la Semaine, Paris, Jean de Nully, 1703, 2 vols. ; vol. I : 580 p. ; vol. II : 799 p.

## Pour approfondir